# Bois de Judas
Cossinia pinnata
Espèce
Classification APG III (2009)
Le bois de Judas (Cossinia pinnata) est une espèce de plantes à fleurs de la famille des Sapindaceae. C'est un arbuste endémiques des Mascareignes, dans l'océan Indien.

## Description
Il présente de belles feuilles d'un vert-jaune luisant.

## Distribution
Le bois de Judas pousse sur les trois principales îles de l'archipel. On le trouve dans les forêts sèches de basse altitude, mais pas forcément littorales. À La Réunion, on en recense par exemple dans le lit des ravines du Territoire de la Côte Ouest relativement haut à l'intérieur des terres.
Le bois de Judas est toutefois en voie de disparition.

## Informations complémentaires
- Endémisme dans les Mascareignes.